# کاواک‌لی (دمیراوزو)
کاواک‌لی (به ترکی استانبولی: Kavaklı) (به کردی: Pûxîk) یک منطقهٔ مسکونی در ترکیه است که در دمیراوزو واقع شده‌است. کاواک‌لی ۱۸۵ نفر جمعیت دارد.